# Alfredo Costanzo
Alfredo Costanzo (ur. 3 stycznia 1943 w Soveria Mannelli) – australijski kierowca wyścigowy włoskiego pochodzenia.

## Biografia
Rywalizację w sportach motorowych rozpoczął w połowie lat 60. Początkowo ścigał się w Australijskiej Formule 1 i mistrzostwach 1,5 litra. W 1968 roku zadebiutował w Tasman Series, a rok później w Australijskiej Formule 2. W 1975 roku samochodem Birrana 274 zdobył wicemistrzostwo Formuły 2. W roku 1976 wspólnie z kuzynem Marino Ciuffetellim zakupił Lolę T332, której następnie obaj kierowcy używali w wyścigach Rothmans International Series i Australijskiej Formuły 1. W 1977 roku Costanzo zajął Lolą czwarte miejsce w Formule 1.
W 1979 roku Costanzo rozpoczął ściganie się w zespole Alana Hamiltona – importera samochodów Porsche. W marcu zdobył pole position do Grand Prix Australii, jednak wyścigu nie ukończył wskutek kolizji z Larrym Perkinsem. W krajowych mistrzostwach Formuły 1 Costanzo zajął trzecie miejsce na koniec sezonu, osiągał również dobre wyniki w wyścigach długodystansowych, jak Hardie-Ferodo 1000, gdzie był drugi. W latach 1980–1983 zdobywał wyścigowe mistrzostwo Australii, początkowo Lolą T430, a następnie McLarenem M26 (1981) i Tigą FA81 (1982–1983). W 1984 roku po raz ostatni rywalizował w wyścigach samochodów jednomiejscowych, kończąc sezon na drugim miejscu, za Johnem Bowe. W Grand Prix Australii Costanzo zajął czwarte miejsce, za Roberto Moreno, Keke Rosbergiem i Andreą de Cesarisem. W grudniu prowadził Romano WE84 w Sandown 1000, rundzie FIA World Endurance Championship.
W 1986 roku prowadził Volvo 240T w wyścigach Castrol 500 i James Hardie 1000, ale ich nie ukończył. Dwa lata później wspólnie z Johnem Smithem rywalizował Fordem Sierrą RS500 w Sandown 500 i Bathurst 1000, przy czym załoga ukończyła tylko Sandown (szóste miejsce). W 1989 roku po raz ostatni ścigał się w Bathurst 1000. Pod koniec lat 90. powrócił  do ścigania w zespole Maserati, ścigając się modelem Ghibli. Samochód nie był jednak konkurencyjny i Costanzo zakończył mistrzostwa Australii samochodów GT na dziesiątym miejscu w sezonie 1997 oraz ósmym rok później.